# Kulume Hosuru, Krishnarajanagara
Kulume Hosuru là một làng thuộc tehsil Krishnarajanagara, huyện Mysore, bang Karnataka, Ấn Độ.